# Mark Wade
Mark Anthony Wade (Torrance, 15 ottobre 1965) è un ex cestista e allenatore di pallacanestro statunitense, professionista nella NBA.

## Palmarès
- 2 volte campione WBL (1989, 1990)
- WBL All-Defensive Team (1990)
- Miglior passatore WBL (1988, 1990, 1991)
- Migliore nelle palle recuperate WBL (1988)
- All-CBA First Team (1990)
- 3 volte miglior passatore CBA (1988, 1989, 1991)